# Venerdì nero (film)
Venerdì nero è un film thriller del 1993 diretto da Aldo Lado.
Il film fu girato in sole otto settimane nel 1991 ma, a causa del fallimento della società di distribuzione, arrivò sul grande schermo solo due anni dopo e, nel 1994, negli Stati Uniti.

## Trama
Ann e Mary stanno trascorrendo un venerdì sera con gli amici in un parco di divertimenti, quando improvvisamente scoppia una rissa. Le ragazze fuggono e incontrano due giovani ricchi con una donna sofisticata, che le invitano ad andare con loro in una villa solitaria in riva al mare. Ma la loro intenzione è di sottoporle a un gioco sadistico: le ragazze sono atterrite alla vista di un coltello, e non sanno che il ragazzo di Ann le sta disperatamente cercando. Per difendere l'amica, Mary perde il controllo e colpisce uno dei due ragazzi, che sembra morto. L'altro giovane assale Mary mentre Ann assiste senza poter fare nulla. La notte terminerà in tragedia.